# Stanze Watykańskie

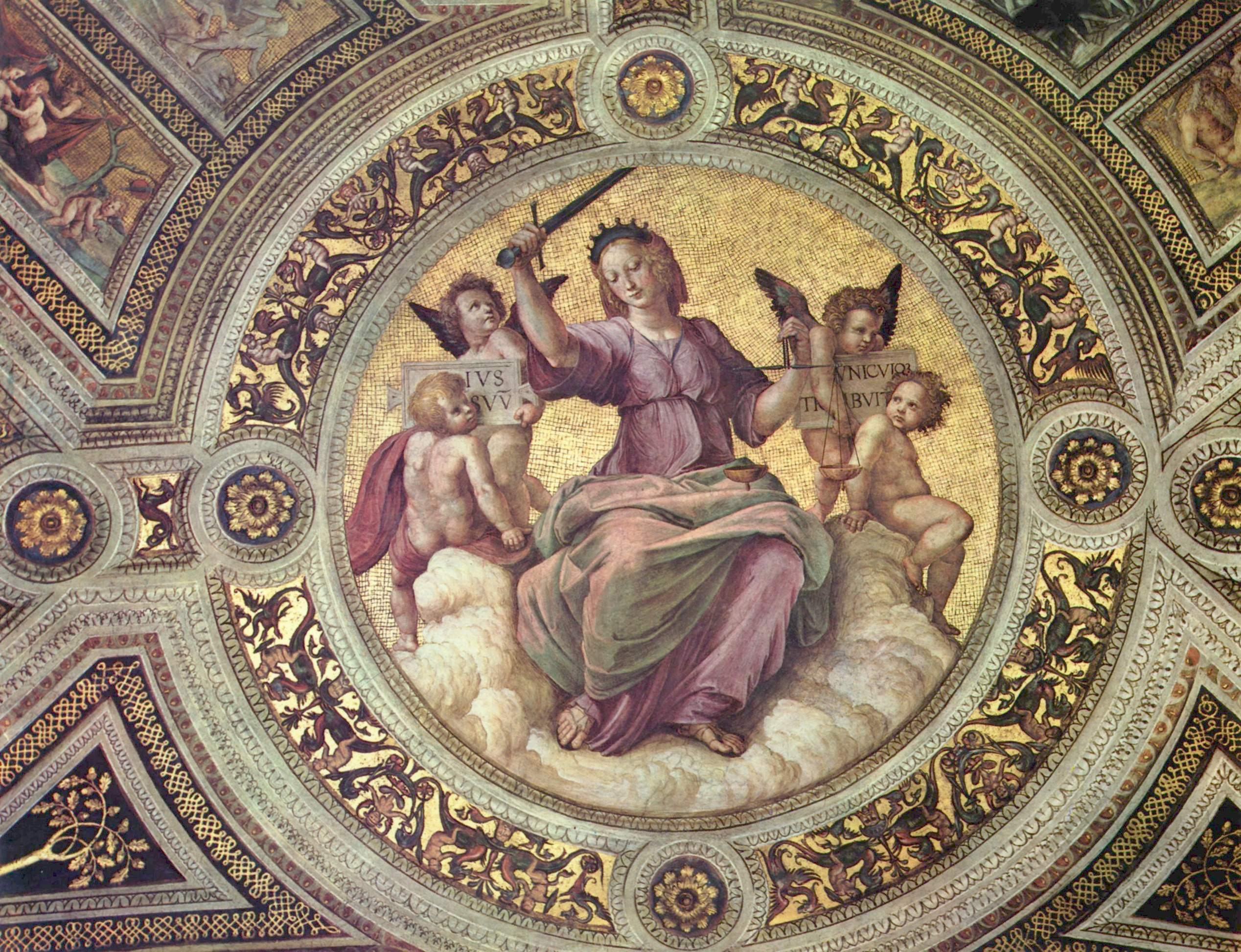
Iustitia, fresk na suficie Stanza della Segnatura

Stanze Watykańskie – reprezentacyjne apartamenty papieskie w północnym skrzydle Pałacu Watykańskiego. Są one udekorowane freskami Rafaela Santi oraz jego pomocników i uczniów. W pałacu watykańskim są cztery stanze, które są umieszczone na drugim piętrze i są to: Stanza dell'Incendio di Borgo (Pożaru Borgo), Stanza della Segnatura, Stanza di Eliodoro, Stanza di Constantino (Konstantyna). Polecenie udekorowania stanz wydał Rafaelowi papież Juliusz II, który to zdecydował przenieść się do nich, opuszczając komnaty zamieszkiwane wcześniej przez jego poprzedników. Rafael rozpoczął prace w 1508 roku. Autorstwo artysty jest w pełni potwierdzone, z wyjątkiem kilku fragmentów, jednakże nie do końca rozstrzygnięto problem, które z prac są dziełem mistrza, a które jego uczniów.